# هل تبدو رأسي كبيرة في هذا
هل تبدو رأسي كبيرة في هذا؟ أولى روايات الكاتبة الأستراليّة راندا عبد الفتّاح. أُطلقت الرواية في أستراليا عبر دار بان ماكمليان الأستراليّة في 1 أغسطس عام 2005. فازت هذه الرواية بجائزة صناعة الكتاب الأستراليّة (الإنجليزيّة: Australian Book Industry Award) وجائزة كتاب العام الأستراليّ (الإنجليزيّة: Australian Book of The Year Award) للأطفال الكبار.
تدور قصّة الرواية حول فتاة مسلمة في السادسة عشر من العمر تُقرِّرُ ارتداء الحجاب، وتعرض الرواية وجهة نظر الفتاة. يؤدي قرار الفتاة بارتداء الحجاب إلى ردَّات فعل مختلفة من أصدقائها وأفراد عائلتها وأقرانها.
عُدِّلَت الرواية إلى مسرحيّة بشكل كامل، وأُتيحت عبر شركة النشر الدراميّ (الإنجليزيّة: Dramatic Publishing Company).

## الشخصيّات
- أمل محمد نصر الله عبد الحكيم: الشخصيّة الرئيسيّة في القصة. فتاةٌ أستراليّة فلسطينيّة مسلمة في السادسة عشر من العمر، عيناها متفاوتة بين الأزرق والأخضر وشعرها بني فاتح. وصفها مُدرِّسوها في مرحلة ما قبل المدرسة، بأنها بطيئة، إذ أنها تأخرت في نطق اسمها. أمضت أمل سنواتها الابتدائيّة في مدرسة كاثوليكيّة ومن ثُمّ ذهبت إلى مدرسة الهداية الإسلاميّة بين الصفين السابع والعاشر. اضطُّرَّت فيما بعد إلى الانتقال إلى مدرسة ماكلينز الإعداديّة، إذ كانت مدرستها الهداية تُدرِّسُ حتى الصف العاشر فقط. كانا والداها يناديانها باللغة العربيّة عندما يكونان في مزاج حنون. شخصيّة أمل مُتديَّنَةٌ بشدّة ومُحترمة للغاية في أوساط العائلة والأكبر سناً. وبينما كانت تشاهد أمل إحدى حلقات مسلسل فريندز تتأثر بشدّة بارتداء رايتشل غرين للحجاب كفعل يدلّ على المسؤوليّة والشجاعة. كما تُكنُّ أمل مشاعراً قويّة تجاه آدم كين، لكنها تُفضِّلُ خيارها الدينيّ على العاطفيّ عندما يحاول آدم تقبيلها في حفلة عيد ميلاده.
- ليلى أوكولجن: إحدى أقرب صديقات أمل من مدرسة الهداية، تبلغ من عمر السابعة عشر (عند نهاية الكتاب) وهي فتاة تركيّة مسلمة، شعرها بني غامق وعيناها بنيَّتان. أمها، جولتشين صارمة جداً، وتشعر بخيبة أمل من ابنتها ليلى، إذ أنها تعتقد بأن أحلام ليلى بأن تصبح محامية مستحيلة ومخجلة، باعتبار أن العمل في المحاكم الجنائيّة «لا يناسب الفتيات». تستمر جولتشين بمحاولة دفع ابنتها للزواج، لكن ابنتها ليلى ترفض هذا الأمر في كل مرّة. في النهاية، تنزعج ليلى من هذا الإلحاح، فتهرب إلى ملجأ النساء في المدينة لمدة شهرين. بعد عودتها، تتوقف جولتشين عن محاولات تزويجها. لليلى أخٌ يُدعى حقَّان. ترتدي ليلى الحجاب بشكل نهائيّ كما تفعل أمل.
- ياسمين خان: صديقة أمل المقربة من مدرسة الهداية أيضاً. عمرها ستة عشر عاماً وهي أستراليّة مسلمة، من أصول باكستانيّة وبريطانيّة، شعرها لونه بنيّ وعيناها بنيَّتان، بشرتها بيضاء تحوي الكثير من النمش. والدتها كاساندرا بريطانيّة اعتنقت الإسلام، ووالدها طارق باكستانيّ. عندما تكون ياسمين أمام الناس، تُحبّ أن تدَّعي أن اسمها Jasmine لأنها «تعتقد أنه أكثر غرابةً». لا ترتدي ياسمين الحجاب كل الوقت، وتداوم في مدرسة ليلى العامَة. لديها أخ أصغر يُدعى عمر، وقد وصفته الكاتبة بأن له لون بشرة بلون الشوكولاته.
- السيدة فاسيلي: جارة أمل اليونانيّة. صوَّرتها الكاتبة على أنها الجارة العجوز التي لا تطيقها أمل، تربط الكاتبة في النهاية بين قصتي أمل والسيدة فاسيلي فيما يتعلَّقُ بحايتهما باعتبارهما مهاجرتين.
- سيمون: إحدى أفضل صديقات أمل في مدرسة ماكلينز. هي فتاة بعمر السادسة عشر، شقراء. سمينة بعض الشيء. فقدت والدتها الأمل بتخفيض وزن ابنتها. لديها حبيب وتُعتبر «طبيعيَّةً». وباعتبار أنها تعاني من زيادة وزن بعض الشيء، تظهر في الرواية محاولةً اتباع حميات غذائيّة، كما تتنمّر عليها شخصيّة أُخرى تُدعى تيا. تعاني سيمون من تدني احترام الذات. ومع ذلك، تنجح في النهاية في إقامة علاقة رومانسيّة مع جوش.
- إيلين تاناكا: إحدى أفضل صديقات أمل في مدرسة ماكلينز. فتاةٌ يابانيّة بعمر السادسة عشر. درست إيلين سابقاً الرقص اليابانيّ، وهي مهتمّةٌ بدراسة الفنون الإبداعيّة، وهو الأمر الذي أثار استياء والديها. وعلى عكس سيمون وأمل، لا تقيم إيلين أي علاقة رومانسيّة خلال الرواية.
- آدم كين: الشاب الذي تحبه أمل عن بعد، وأحد أقرب أصدقائها. هربت والدته عندما كان في السابعة؛ ويقول آدم أن والدته تتصل به في العطل السنويّة وترسل له قمصان بولو، ولكنها رغم ذلك لن يسامحها على الإطلاق. لدى والده صديقة تُدعى تشارلين، إلا أن آدم بعيدٌ عن كليهما. تظهر الكاتبة آدم مهتماً بدراسة مهنة الطب. يستمتع آدم وأمل بخروجهما معاً، كما أنهما يتغزَّلان ببعضهما في بعض الأحيان. يحاول آدم تقبيل أمل في حفلة عيد ميلاده، لكنها ترفض هذا الأمر، إذ تُفضِّلُ تقديم خيارها الدينيّ على علاقتها العاطفيّة مع آدم. رغم ذلك، ينتهي هذا الحادث بغزل بينهما، ولكنهما بعد هروب ليلى يعيدان بناء صداقتهما، ورغم معرفة أمل بأن العلاقة لن تكون كما كانت من قبل، إلا أ، ها تشعر بالامتنان لكونهما أصدقاء.
- جوش جولدبيرج: أحد أصدقاء أمل في مدرسة ماكلينز، وهو حبيب سيمون أيضاً. يهوديٌّ يدعم أمل عندما ترتدي الحجاب. يظهر في بداية الرواية مهتماً بسيمون، عندما تنتحل شخصيّة المعلمة، وبعد ملاطفة لمدة طويلة، يسأل جوش سيمون الخروج برفقته، ويبدآن علاقة رومانسيّة. على الرغم من كون جوش من أصحاب الشعبيّة الكبيرة في المدرسة، إلا أنه يبقى صديقاً قريباً من أمل. كما أن جوش أحد أقرب أصدقاء آدم أيضاً.
- تيا تاموس: فتاة متنمِّرَة في المدرسة. وعلى الرغم من كونها «فائقة الجمال»، إذ يكون لون عينيها أخضر وشعرها أسود مُجعَّد، إلا أنها متغطرسة بشدّة ومنافقة، وغالباً ما تنعت الطلاب الآخرين بالكلام القذر في وجههم. تظهر تيا عنصريّة بشدّة، إذ أنها تتنمّر على كل شخص مغاير لها أو بشع أو غير أبيض: إذ تبدي الكثير من التعليقات الفظّة على وزن سيمون ورث إيلين اليابانيّ ودين أمل. كما أنها تحبّ جوش عن بعد.
- كلير فوستر وريتا ماسون: أتباع تيا، تلتزمان بكل ما تقوله تيا.
- العم جو: عم أم أمل، وقد ولد باسم «إسماعيل». لا يتبع جو الإسلام، بل يحاول أن يصبح أسترالياً بشكل كامل.
- العمة ماندي: زوجة العم جو وهي عمّة أمل. كزوجها، لا تتبع ماندي الإسلام.
- سامانثا: ابن عم أمل. هي في سنتها الثانية من الكليّة، وهي ابنة جو وماندي. وهي واحدة من قلائل من أفراد العائلة الكبيرة ممن تثق بهم أمل وتستمع بالحديث إليهم.
- جورج: ابن عم أمل الأصغر. ابن العم جو وماندي، وتعتبره أمل وسامانثا شخصاً مؤذياً.
- حقَّان: الأخ الأكبر لليلى، يُعرِّفُ عن نفسه باسم سام. على الرغم من كونه عنيفاً في كثير من الأحيان، إلا أن جولتشن تحبُّه وتسمح له بالتصرُّف بالطريقة التي تحلو له. لا يحب أخته ليلى ويسيء إليها لفظياً.